# عطيرت كوهنيم
عطيرت كوهنيم ((بالعبرية: עמותת עטרת כהנים) وتعني حرفيّاً تاج الكهنة هي جمعيّةٌ إسرائيليّةٌ استيطانيّةٌ تعملُ على خلقِ أغلبيّةٍ يهوديّةٍ في البلدة القديمة والأحياء الفلسطينيّة في القدس الشرقية. وتملكُ مدرسةً دينيّةً (يشيفا) في شارع حجاي في الحي الإسلامي في البلدة القديمة من القدس. يرأسها الحاخام أفيشي تسارويا والحاخام أفيف تزوبيري، وتحت رئاسة الحاخام شلومو أفينير. ترتبط المدرسة الدينية بحاخامية القدس.
يضم مبنى المدرسة الدينية "كنيس اتحاد مقاتلي القدس". بجانب المدرسة الدينية يعمل أيضًا مركز التدريب ما قبل العسكري "عطيرت يروشلايم"، التي أسسها الحاخام إيال كريم، الحاخام العسكري الرئيسي.
يُقدّر عدد المستوطنين الذين يقطنون في المنازل التي استولت عليها عطيرت كوهنيم في البلدة القديمة مُنذ إنشائها عام 1978 بألف مستوطن،

## تاريخها
تأسست المدرسة الدينية "عطيرت كوهانيم" عام 1983 ضمن نشاطات جمعية "عطيرت كوهانيم" الهادفة لـتهويد الحي الإسلامي. استخدم المبنى سابقًا، مقرًا لمدرسة "توراه حاييم"، وأخلي عام 1975. عُيّن عام 1986 الحاخام شلومو أفينير رئيسًا للمدرسة منذ بداية نشاطها. فُصِل عام 1991 المدرسة الدينية عن جمعية عطيرت كوهنيم، وذلك لفصل دراسة التوراة عن الاستيطان، وغُيّر اسمها إلى المدرسة الدينية "عطيرت يروشلايم".

## النفوذ والنشاط
تسيطر عطيرت كوهنيم على ما لا يقل عن سبع منظمات أخرى مسجلة في ملاجئ ضريبية، مثل جزر فيرجن وغيرنسي وغير مسجلة في إسرائيل.
كما تركّز نشاط الجمعيّة في العقديْن الأخيريْن في سلوان أيضاً، وذلك بالتحالف مع جمعيّة ألعاد. ويُعدّ رجل الأعمال الأمريكيّ إيرفينغ موسكوفيتش وزوجته من أبرز المتبرعين للجمعيّة.
من العقارات التي تم تسريبها فندق البتراء، وفندق إمبريال،الكنيس اليمني القديم،
بنايات سكنية في سلوان.

## طبيعة المدرسة
تدرس الجمارا بالتفصيل معظم اليوم في المدرسة[1]. بالإضافة إلى ذلك، ترتكز الدراسة على دراسات الإيمان والفكر الإسرائيلي، ويقدم الحاخام أفينير دروسًا عامة في كتابات الحاخام مرتين في الأسبوع، ودرسًا في شافوت بارشا، بالإضافة إلى جلسات غداء يومية حول مواضيع مختلفة في المدرسة الدينية. كانت المدرسة إحدى أولى المدارس الدينية التي بدأت فصلًا دراسيًا للجنود الذين أنهوا الخدمة في أواخر الثمانينيات. يدرس حوالي 120 طالبًا في المدرسة الدينية.
تنشر مجلة شهرية تسمى إيتوري يروشلايم (كانت تسمى سابقًا إيتوري كوهينيم)، تظهر فيها إجابات الحاخام أفينر حول مجموعة متنوعة من المواضيع والمقالات التي كتبها حاخامات المدرسة الدينية وطلابها، بالإضافة إلى كتابات الحاخام تسفي يهودا هكوهين كوك وقصص له. تعقد المدرسة الدينية مؤتمرات توراة خلال فترة عيد العرش والفصح العبري.
ركزت المؤتمرات سابقًا على القضايا المتعلقة بالمعبد، لكنها حاليًا تتعامل بشكل أساسي مع قضايا أخرى مدرجة على جدول الأعمال. كما تقوم المدرسة الدينية بتجنيد روّادها للخدمة في الجيش الإسرائيلي. كما تُجنّد طلابها للخدمة العسكرية. ومن بين خريجيها العديد من الضباط العسكريين، بما في ذلك كبارهم: أوفيك بوخاريس، نوتشي ماندل، روي ليفي. وإيال أشرف.
تقاعد الحاخام أفينير من رئاسة المدرسة الدينية عام 2015. ليخلفه الحاخامين أفيشاي تسوريا وأفيف تزوبيري في رئاسة المدرسة الدينية.

### رؤساءها
رأس المدرسة كل من الحاخام أفيخاي رونتسكي، الحاخام امييل ستيرنبرغ، الحاخام مردخاي ستيرنبرغ، الحاخام يوسف كيلنر، الحاخام إلياهو مالي، الحاخام حاييم افيهو شوارتز، الحاخام مناحيم فرومان، الحاخام إيال كريم، الحاخام مناحيم بورشتين والحاخام بنيامين ألون.

## كنيس اتحاد مقاتلي القدس
بعد حرب الأيام الستة، أنشأ مردخاي كوب -رئيس "اتحاد مقاتلي القدس"- كنيس تورات حاييم في الحي الإسلامي، نقابة بدلاً من "كنيس اتحاد مقاتلي القدس". وبالرغم من، بعد إنشاء المدرسة الدينية في المجمع، استمر الكنيس في العمل بالتوازي مع المدرسة الدينية.